# Marsh Lane
Marsh Lane – osada w Anglii, w Derbyshire. Leży 7,9 km od miasta Chesterfield, 43,1 km od miasta Derby i 218,4 km od Londynu. W 2001 miejscowość liczyła 871 mieszkańców.